# 天主教普里茲倫-普里什蒂納教區
天主教普里茲倫-普里什蒂納教區（拉丁語：Dioecesis Prisrianensis e Pristinensis）是科索沃一個羅馬天主教教區，直屬教廷。
範圍包括科索沃全境，教座位於普里茲倫。2008年有教友65,000人（估轄區人口3.1%）、廿三個堂區、六十四名司鐸。現任教區主教為多德·喬治。
普里茲倫教區設於5世紀，1969年10月2日併入斯科普里教區，易名為斯科普里-普里茲倫教區。2000年5月24日分出，為一宗座署理區。2018年9月5日升為教區。